# یواس‌اس کامیگان (اس‌پی-۹۷)
یواس‌اس کامیگان (اس‌پی-۹۷) (به انگلیسی: USS Kumigan (SP-97)) یک کشتی بود که طول آن ۷۶ فوت (۲۳ متر) بود. این کشتی در سال ۱۹۱۷ ساخته شد.